# Cryptostroma
Cryptostroma is een monotypisch geslacht van schimmels behorend tot de onderstam Pezizomycotina. Het bevat alleen Cryptostroma corticale.